# Brachymastix tessellaris
Brachymastix tessellaris är en fjärilsart som beskrevs av George Francis Hampson. Brachymastix tessellaris ingår i släktet Brachymastix och familjen nattflyn. Inga underarter finns listade i Catalogue of Life.